# Thyene decora
Thyene decora är en spindelart som först beskrevs av Simon 1902.  Thyene decora ingår i släktet Thyene och familjen hoppspindlar. Inga underarter finns listade i Catalogue of Life.